# Ze'ev Safrai

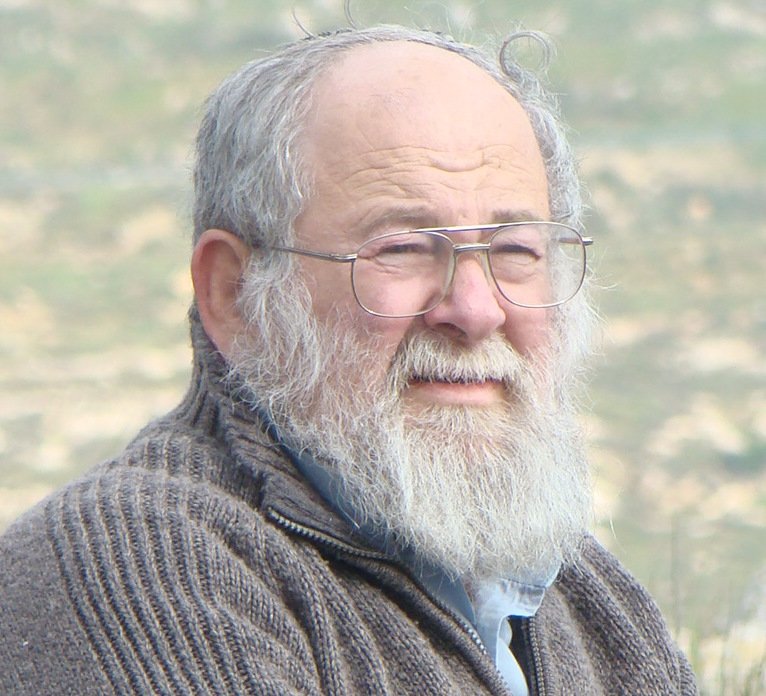
Ze'ev Safrai, 2011

Ze'ev Safrai (hebräisch זאב ספראי, * 27. Juli 1948 in Jerusalem, Israel) ist ein israelischer Archäologe, Judaist und Hochschullehrer.

## Ausbildung und Beruf
Safrais Vater war Shmuel Safrai, Rabbiner und Professor für Geschichte an der Hebräischen Universität Jerusalem.
Er war zeit seines Lebens auch Lehrer Safrais.
Nach dem Besuch der Grundschule von 1955 bis 1962 wechselte Safrai auf das Gymnasium, das er 1966 abschloss.
Von 1967 bis 1970 verrichtete er seinen Militärdienst bei den Israelischen Verteidigungsstreitkräften (IDF).
Er studierte an der Hebräischen Universität Jerusalem Geschichte, Talmud und Archäologie, speziell die römisch-byzantinische Zeit.
Er erlangte zwischen 1970 und 1978 verschiedene Universitätsabschlüsse.
1978 promovierte er bei Menahem Stern und Zekharyah Kalai mit einer Arbeit über die Historische Geographie des Landes Samaria.
Von 1977 bis 1994 arbeitete er als Dozent und ab 1989 als außerordentlicher Professor an der Abteilung für Israel-Studien an der Bar-Ilan-Universität.
Seit 1994 ist er dort ordentlicher Professor.

## Universitäts-Ämter
1986 war Safrai Stellvertretender Leiter der Abteilung für Israel-Studien an der Bar-Ilan-Universität.
Von 1983 bis 1999 arbeitete er dort als Koordinator des Master-Abschlusses.
Von 1987 bis 1988 war er Mitglied des Universitätsdisziplinarkomitees.
Seit 1991 ist er Inhaber des Moskowitz-Lehrstuhls.
Er leitete die Abteilung für Israel-Studien von 1991 bis 1992 und 1995 bis 1997.
Von 1997 bis 2000 war er Mitglied des Obersten Ernennungsausschusses der Universität und von 2004 bis 2006 Mitglied des Berufungsausschusses.
Seit 2001 ist Safrai Vorsitzender des Ausschusses für Forschung und Entwicklung der Jüdischen und Humanwissenschaften.
Von 2002 bis 2003 war er Vizerektor der Bar-Ilan-Universität und von 2004 bis 2006 stellvertretender Rektor für besondere Angelegenheiten im Paritätsausschuss.
2005 war er Akademischer Leiter des Computerprojekts der Universität.
Seit 2006 ist er Mitglied der Universitätsleitung.

## Sonstige Ämter und gesellschaftliches Engagement
Safrai engagierte sich in verschiedenen religiösen Kibbuzim.
Durch seine Frau, die aus dem Yavneh-Kibbuz kam, trat er in diesen Kibbuz ein.
Es handelt sich um einen religiösen Kibbuz, in dem die erste Hesder-Jeschiwa entstand.
In diesem Kibuz wird versucht, Tora-Studium, Militärdienst und Arbeit miteinander zu verbinden.
Safrai arbeitete dort von 1989 bis 1992 als Sekretär mit.
Safrai arbeitete außerdem als Treuhänder für die Organisation „Tora und Arbeit“ (1976–1980), als Ausbilder von Reiseleitern für das Ministerium für Tourismus (1981–1987), im Lizenzierungsausschuss des Archäologischen Rates (seit 1992), beim Verwaltungsrat des Ashkelon-College (seit 2000), am Achva Academic College (seit 2002), am Government Naming Committee (seit 2004), Givat-Washington-College (seit 2006).

## Preise und Anerkennung
Safrai erhielt 1995 den Jizchak-Ben-Zwi-Preis für sein Buch The Economy of Roman Palestine.
2000 wurde ihm der Preis des Ministeriums für Bildung für neue Tora-Arbeiten verliehen für sein Werk Mischna des Landes Israel.
2014 erhielt er den Aminach-Literaturpreis ebenfalls für sein Werk Mischna des Landes Israel.

## Forschungsinteressen
Hauptwerk von Safrai ist der 45-bändige Kommentar zur Mischna Mischna des Landes Israel (Mishnat Eretz Yisrael, hebräisch משנת ארץ ישראל).
Diesen Kommentar begann sein Vater Shmuel Safrai.
Dessen Kinder Ze'ev Safrai und seine Schwester Chana Safrai arbeiteten an diesem Werk mit.
Nach dem Tod von Shmuel und Chana Safrai setzte Ze'ev Safrai das Werk fort.
Bisher sind 35 Bände erschienen.
Anliegen des Kommentars ist es, die Gesetze der Mischna im sozio-historischen Zusammenhang ihrer Zeit zu erläutern.
Dazu zieht Safrai alle aus dieser Zeit verfügbaren Quellen und auch die archäologischen Funde aus dieser Zeit heran.
Ein besonderes Interesse Safrais gilt der Erforschung des täglichen Leben in früheren Zeiten.
Er schrieb Artikel über die Möblierung der Synagogen, über Bienenzucht und Honig-Industrie über das Leben der jüdischen Gemeinden und die Wirtschaft im römischen Palästina.
Außerdem beschäftigte er sich ausführlich mit jüdischen und nicht jüdischen Dörfern im Land Israel und mit Siedlungen im Palästina des 5. Jahrhunderts und der Spätantike.
Safrai untersuchte die antike Gesellschaft Israels, die Weisheitsliteratur und die Verlässlichkeit der Rabbinischen Literatur als historische Quelle.
Zusammen mit dem Neutestamentler R. Steven Notley studierte er die Halacha und die Gleichnisse in Mischna und Tosefta und ihre Parallelität zu Halachaa und Gleichnissen im Neuen Testament.
Zusammen mit seiner Schwester Chana Safrai veröffentlichte Safrai Artikel über die archäologische und außerrabbinische Evidenz für die Beachtung der Halacha.
Außerdem beschäftigten sie sich mit halachischen Schriften, die der Mischna vorangingen wie zum Beispiel dem Neuen Testament, Flavius Josephus, Philon von Alexandria, Liber Antiquitatum Biblicarum und anderen apokryphen Schriften.
Für die Schriften des Neuen Testamentes arbeitet Safrai mit dem Neutestamentler Martin Vahrenhorst zusammen.

## Familie
Safrai ist verheiratet und hat vier Kinder.

## Veröffentlichungen

### Bücher
- Mishnat Eretz Yisrael zusammen mit Shmuel und Chana Safrai, Kommentar zur Mischna, geplant 45 Bände, davon 35 publiziert, ISBN 978-965-226-431-2, ISBN 978-965-92135-1-1 teilweise online Index, teilweise online teilweise online
  - Mishnat Eretz Israel - Tractate Hala, Bar-Ilan University Press, 2016, ISBN 978-965-226-377-3
  - Mishnat Eretz Israel-Tractates Moed Katan and Hagiga, Bar-Ilan University Press, 2012, ISBN 978-965-226-431-2
- Ha-Hashmona'it u-shma Achsa, Teper Publishers, 2019, ISBN 978-9657226636
- Seeking out the Land: Land of Israel Traditions in Ancient Jewish, Christian and Samaritan Literature (200 BCE – 400 CE) (Jewish and Christian Perspectives), BRILL, 2018, ISBN 978-9004334793
- Understanding the Maccabean Revolt 167 to 63 BCE: An Introductory Atlas zusammen mit Michael Avi-Yonah, Shmuel Safrai, Carta, The Israel Map & Publishing Company, 2016, ISBN 978-9652208750
- Parables of the Sages zusammen mit R. Steven Notley, Carta Jerusalem; Annotated edition, 2015, ISBN 978-9652208293
- The Carta Bible Atlas zusammen mit Yohanan Aharoni, Michael Avi-Yonah, Anson Frank Rainey, R. Steven Notley, Carta Jerusalem, 2011, ISBN 978-9652208149
- The Haggada of the Sages zusammen mit Shmuel Safrai, Jerusalem, Carta, 2007, ISBN 978-9652207067
- The Literature of the Jewish People in the Period of the Second Temple and the Talmud, Volume 3: The Literature of the Sages, Brill, 2006, ISBN 978-9023242222
- Eusebius, Onomasticon: The Place Names Of Divine Scripture (Jewish and Christian Perspectives) zusammen mit R. Steven Notley, Brill, 2004, ISBN 978-0391042179
- The Missing Century, Leuvein 1998, ISBN 978-9068319859
- The Economy of Roman Palestine, Routledge London 1994, ISBN 978-0415102438
- The Macmillan Bible Atlas zusammen mit Yohanan Aharoni, Michael Avi-Yonah, Anson Frank Rainey, Prentice-Hall,  Revised, Subsequent Edition, 1993, ISBN 978-0025006058

### Artikel (Auswahl)
- Dust clouds, climate change and coins: consiliences of palaeoclimate and economy in the Late Antique southern Levant Dust clouds, climate change and coins: consiliences of palaeoclimate and economy in the Late Antique southern Levant zusammen mit D. Fuks, O. Ackermann, A. Ayalon, M. Bar-Matthews, G. Bar-Oz, Y. Levi, A. M. Maeir, E. Weiss, T. Zilberman, doi:10.1080/00758914.2017.1379181 online als pdf
- Gergesa, Gerasa, or Gadara? Where Did Jesus’ Miracle Occur?, 1996
- The Towers of Samaria (zusammen mit S. Applebaum und S. Dar), PEF 91 (1978), S. 91–100.
- The Rehov inscription, Immanuel 8 (1978), S. 48–57.
- Satellite Settlement in Western Samaria (zusammen mit D. Grossman), Geographical Review 70. (1980). S. 446–462.
- Post Talmudic Halachic Literature in the Land of Israel, in: S Safrai (Hrsg.) The Jewish People in the First Century Compendia Rerum Judaicarum, Assen (1987) S. 404–410
- The Economic Implication of the Olive Oil Production in the Mishna and Talmud Period, in: M.Helzer, D.Eitan (Hrsg.) Olive Oil in Antiquity, Haifa (1988) S. 176–182; Sargon 1996, S. 119–124
- Dukhan Aron and Teva, in: K. Hachlili, Ancient Synagogues in Israel, BAR 99 (1989) S. 69–84.
- The Origins of Reading the Aramaic Targum in Synagogue, in: M. Lowe (Hrsg.), Studies in Honor of David Flusser, Immanuel 24-25 (1990) S. 187–193
- The Roman Army in Galilee, in: I.L.Levine (Hrsg.), The Galilee in Late Antiquity, Camb. Mass. 1992, S. 103–114
- Rabbinic Recruitment in the Mishnaic and Talmudic Period: A Sociological Inquiry in Rabbinic Society (zusammen mit Chana Safrai), Proceeding of the Eleven World Congress of Jewish Studies. Jerusalem 1994, S. 25–32
- Rabbinic Recruitment in the Mishnaic and Talmudic Period: A Sociological Inquiry in Rabbinic Teaching (zusammen mit Chana Safrai), Proceeding of the Eleven World Congress of Jewish Studies. Jerusalem 1994, S. 333–400
- The Communal Functions of the Synagogue in the Land of Israel in the Rabbinic Period, D. Urman and P.V.M. Flesher, Hrsg., Ancient Synagogues, Leiden, 1995, S. 181–204.
- Gergesa, Gerasa or Gadara? Jerusalem Perspective, 51 (1996), S. 16–19.
- The Role of Jerusalem Elite in National Leadership in the Late Second Temple Era, M. Poorthuis and Chana Safrai, Hrsg., The Centrality of Jerusalem, Den Haag, 1996, S. 65–72
- The Memory of the Rabbis, L.H., Schiffman and el, Hrsg., The Dead Sea Scrolls, Fifty Years after their Discovery, Proceeding of the Jerusalem Congress July 20–25, 1997, S. 521–541.
- The Institutionalization of the Saints in Christian Society, A. et al, Hrsg., Sanctity of Time and Space in Tradition and Modernity, Leiden, 1998, S. 214–193
- The Administrative Structure of Judea in the Roman and Byzantine Period, Immanuel 13 (1981) S. 30–38.
- The Gentile Cities of Judea: Between the Hasmonean Occupation and the Roman Liberation, G. Galil and M. Weinfeld, Hrsg., Studies in Historical and Biblical Historiography, Presented to Zecharia Kallai, Leiden 2000, S. 63–90.
- Economic Life (zusammen mit H. Eshel), Encyclopedia of the Dead Sea Scrolls, I, Oxford 2000, S. 228–233.
- The Description of the Land of Israel, in: L.H.Feldman C.Hata, Josephus, The Bible and History, Detroit (1989) S. 295–325
- From Minor Temple To Synagogue, Tenth World Congress of Jewish Studies, Jerusalem, 1990, S. 23–28.
- Rabbinic sources as historical; a response 143-167, J. Neusner and A. Avery Peck, Hrsg., Judaism in Late Antiquity III,1 (1999), S. 143–167
- Economic Life (zusammen mit H. Eshel), Encyclopedia of the Dead Sea Scrolls, I, Oxford 2000, S. 228–233.
- The Agrarian Structure in the Time of the Second Temple, Mishnah, and Talmud, E. Meir and S. Dar and Z. Safrai, Hrsg., The Rural Landscape of Ancient Israel, Oxford 2003, S. 105–126
- The Gentile Cities of Judea: Between the Hasmonean Occupation and the Roman Liberation, G. Galil and M. Weinfeld, Hrsg. Studies in Historical and Biblical Historiography, Presented to Zecharia Kallai, Leiden 2000, S. 63–90.
- “Shelf life” of Coins in Palestine Hoards during the Roman and Byzantine Periods (zusammen mit M Waner), L.A. 51 (2001), S. 305–336.
- The House of Leontis, P. Thomsen, Hrsg. The Image of the Judeo-Christians in Ancient Jewish and Christian Literature, Tübingen 2003, S. 245–266.
- Holy Men and Rabbis in Talmudic Antiquity (zusammen mit CH. Safrai), M. Poorthuis and J. Schwartz, Hrsg., Saints and Role Models in Judaism and Christianity, Brill 2004, S. 45–58.
- Halakhic Observance in the Judean Desert Documents, R. Katzoff and D. Schaps, Hrsg. Law in the Documents of the Judean Desert, Leiden 2005, S. 205–236.
- Temporal Layers within Strabo`s description of Coele Syria, Phoenicia and Judea, D. Dueeck at el, Hrsg. Strao`s Cultural Geography, Cambridge 2005.
- Nakdimon b. Gurion: A Galilean Aristokrat in Jerusalem, J. Pastor and M. Mor, Hrsg. The Beginnings of Christianity, Jerusalem 2005, S. 297–314.
- Salvage excavations as a source for reconstructing settlement history in ancient Israel (zusammen mit A. Faust), P.E.F. 137 (2005), S. 139–158
- Temporal Layers within Strabo`s Description of Coele Syrai, Phoenicia and Judea, D. Dueck et al, Hrsg. Strabo Cultural Geography, Cambridge 2005, S. 250–258.
- The Targum as Part of Rabbinic Literature, Shmuel Safrai, Ze'ev Safrai, J. Schwartz, P.J. Tomson, Hrsg. The Literature of the Sages – The Jewish People in the First Century Compendia Rerum Judaicarum II, Amsterdam 2006, S. 243–278.
- Appendix, (the Scroll of Antiochus and the Scroll of Fasts), in: S. Safrai, Z. Safrai, J. Schwartz, P.J. Tomson, Hrsg. The Literature of the Sages – The Jewish People in the First Century Compendia Rerum Judaicarum II, Amsterdam 2006, S. 238–241
- Geography and Cosmology in Rabbinic Literature: Fact and Folklore, in: S. Safrai, Z. Safrai, J. Schwartz, P.J. Tomson, eds. The Literature of the Sages – The Jewish People in the First Century Compendia Rerum Judaicarum II, Amsterdam 2006, S. 497–508.
- The Archaeology of Difference; Gender, Ethnicity, Class and the "Other" in Antiquity. Studies in Honor of Eric M. Meyers. Edited by Douglas R. Edwards and C. Thomas McCollough. Boston: American Schools of Oriental Research, 2007 (zusammen mit O. Sion)
- To what Extent Did the Rabbis Determine Public Norms? The Internal Evidence, I. L. Levine and D.R. Schwartz, eds. Jewish Identities in Antiquity, Tübingen 2009, S. 172–194.